# Division (Indien)
Eine Division (Hindi मंडल Mandal) ist eine Verwaltungseinheit in einem indischen Bundesstaaten oder einem Unionsterritorium. Sie steht zwischen der Bundesstaats- und Distriktebene und umfasst mehrere Distrikte. Divisionen bestehen in 11 von 28 indischen Bundesstaaten, namentlich Bihar, Chhattisgarh, Haryana, Karnataka, Madhya Pradesh, Maharashtra, Punjab, Rajasthan, Uttarakhand, Uttar Pradesh und Westbengalen, sowie im Unionsterritorium Jammu und Kashmir. Wenn die Verhältnisse in Deutschland zum Vergleich genommen werden, entspräche die Rolle der Division ungefähr der eines Regierungsbezirks (der indische Distrikt entspräche dann dem deutschen Landkreis und der Bundesstaat dem deutschen Bundesland).
Vorsteher der Division ist ein Divisionskommissar (divisional commissioner). Divisionskommissare wurden erstmals 1829 durch die damalige Britische Ostindien-Kompanie in der Verwaltung Bengalens eingeführt. Die Aufgaben des Divisionskommissars bzw. der Divisionsverwaltung bestehen in der Kontrolle und Koordination der Aktivitäten der Distriktvorsteher. Er spielt eine wichtige koordinierende Rolle bei der Implementierung von staatlichen Entwicklungsprogrammen.
| Bundesstaat bzw. Unionsterritorium | Division              |
| ---------------------------------- | --------------------- |
| Bihar                              | Bhagalpur             |
| Bihar                              | Darbhanga             |
| Bihar                              | Kosi                  |
| Bihar                              | Magadh                |
| Bihar                              | Munger                |
| Bihar                              | Patna                 |
| Bihar                              | Purnia                |
| Bihar                              | Saran                 |
| Bihar                              | Tirhut                |
| Chhattisgarh                       | Bastar                |
| Chhattisgarh                       | Bilaspur              |
| Chhattisgarh                       | Durg                  |
| Chhattisgarh                       | Raipur                |
| Chhattisgarh                       | Surguja               |
| Haryana                            | Ambala                |
| Haryana                            | Gurgaon               |
| Haryana                            | Hisar                 |
| Haryana                            | Rohtak                |
| Jammu und Kashmir                  | Jammu                 |
| Jammu und Kashmir                  | Kashmir               |
| Karnataka                          | Bengaluru             |
| Karnataka                          | Belagavi              |
| Karnataka                          | Kalaburagi            |
| Karnataka                          | Mysuru                |
| Madhya Pradesh                     | Bhopal                |
| Madhya Pradesh                     | Chambal               |
| Madhya Pradesh                     | Gwalior               |
| Madhya Pradesh                     | Indore                |
| Madhya Pradesh                     | Jabalpur              |
| Madhya Pradesh                     | Narmadapuram          |
| Madhya Pradesh                     | Rewa                  |
| Madhya Pradesh                     | Sagar                 |
| Madhya Pradesh                     | Shahdol               |
| Madhya Pradesh                     | Ujjain                |
| Maharashtra                        | Amravati              |
| Maharashtra                        | Aurangabad            |
| Maharashtra                        | Konkan                |
| Maharashtra                        | Nagpur                |
| Maharashtra                        | Nashik                |
| Maharashtra                        | Pune                  |
| Punjab                             | Faridkot              |
| Punjab                             | Firozpur              |
| Punjab                             | Jalandhar             |
| Punjab                             | Patiala               |
| Punjab                             | Rupnagar              |
| Rajasthan                          | Ajmer                 |
| Rajasthan                          | Bharatpur             |
| Rajasthan                          | Bikaner               |
| Rajasthan                          | Jaipur                |
| Rajasthan                          | Jodhpur               |
| Rajasthan                          | Kota                  |
| Rajasthan                          | Udaipur               |
| Uttar Pradesh                      | Agra                  |
| Uttar Pradesh                      | Aligarh               |
| Uttar Pradesh                      | Ayodhya               |
| Uttar Pradesh                      | Azamgarh              |
| Uttar Pradesh                      | Bareilly              |
| Uttar Pradesh                      | Basti                 |
| Uttar Pradesh                      | Chitrakoot            |
| Uttar Pradesh                      | Devipatan             |
| Uttar Pradesh                      | Gorakhpur             |
| Uttar Pradesh                      | Jhansi                |
| Uttar Pradesh                      | Kanpur                |
| Uttar Pradesh                      | Lucknow               |
| Uttar Pradesh                      | Meerut                |
| Uttar Pradesh                      | Mirzapur              |
| Uttar Pradesh                      | Moradabad             |
| Uttar Pradesh                      | Prayagraj (Allahabad) |
| Uttar Pradesh                      | Saharanpur            |
| Uttar Pradesh                      | Varanasi              |
| Uttarakhand                        | Garhwal               |
| Uttarakhand                        | Kumaon                |
| Westbengalen                       | Bardhaman             |
| Westbengalen                       | Jalpaiguri            |
| Westbengalen                       | Presidency            |